# Liste des microprocesseurs AMD Athlon 64
L'Athlon 64 est un microprocesseur lancé en septembre 2003 par AMD et basé sur l'architecture K8 (comme les Sempron S754, les Sempron 64, Athlon 64 FX, Athlon 64 X2 et Opteron).

## Processeurs pour PC de bureau

### Athlon 64
"Nom de code" (Steppings, Procédé)

#### "ClawHammer" (C0 & CG, 130 nm)
- Tous les modèles supportent : MMX, SSE, SSE2, Enhanced 3DNow!, NX bit, AMD64 (Exécution x86-64 d'AMD), Cool'n'Quiet

| Modèle          | Fréquence | Cache-L2 | HyperTransport | Coef. Mult 1 | Tension | TDP  | Socket     | Date de sortie    | Numéro de série                        |
| --------------- | --------- | -------- | -------------- | ------------ | ------- | ---- | ---------- | ----------------- | -------------------------------------- |
| Athlon 64 2800+ | 1 800 MHz | 512 KB   | 800 MHz        | 9x           | 1,50 V  | 89 W | Socket 754 | 27 avril 2004     | ADA2800AEP4AP (C0) ADA2800AEP4AR (CG)  |
| Athlon 64 3000+ | 2 000 MHz | 512 KB   | 800 MHz        | 10x          | 1,50 V  | 89 W | Socket 754 | 15 décembre 2003  | ADA3000AEP4AP (C0) ADA3000AEP4AR (CG)  |
| Athlon 64 3200+ | 2 000 MHz | 1024 KB  | 800 MHz        | 10x          | 1,50 V  | 89 W | Socket 754 | 23 septembre 2003 | ADA3200AEP5AP (C0) ADA3200AEP5AR (CG)  |
| Athlon 64 3200+ | 2 200 MHz | 512 KB   | 800 MHz        | 11x          | 1,50 V  | 89 W | Socket 754 |                   | ADA3200AEP4AP (C0) ADA3200AEP4AR (CG)  |
| Athlon 64 3400+ | 2 400 MHz | 512 KB   | 800 MHz        | 12x          | 1,50 V  | 89 W | Socket 754 |                   | ADA3400AEP4AP (C0)4 ADA3400AEP4AR (CG) |
| Athlon 64 3400+ | 2 200 MHz | 1024 KB  | 800 MHz        | 11x          | 1,50 V  | 89 W | Socket 754 | 6 janvier 2004    | ADA3400AEP5AP (C0) ADA3400AEP5AR (CG)  |
| Athlon 64 3500+ | 2 200 MHz | 512 KB   | 1 000 MHz      | 11x          | 1,50 V  | 89 W | Socket 939 | 1er juin 2004     | ADA3500DEP4AS (CG)                     |
| Athlon 64 3700+ | 2 400 MHz | 1024 KB  | 800 MHz        | 12x          | 1,50 V  | 89 W | Socket 754 | 1er juin 2004     | ADA3700AEP5AP (C0)4 ADA3700AEP5AR (CG) |
| Athlon 64 3800+ | 2 400 MHz | 512 KB   | 1 000 MHz      | 12x          | 1,50 V  | 89 W | Socket 939 | 1er juin 2004     | ADA3800DEP4AS (CG)                     |
| Athlon 64 4000+ | 2 400 MHz | 1024 KB  | 1 000 MHz      | 12x          | 1,50 V  | 89 W | Socket 939 | ~ 18 octobre 2004 | ADA4000DEP5AS (CG)                     |

#### "Newcastle" (CG, 130 nm)
- Tous les modèles supportent : MMX, SSE, SSE2, Enhanced 3DNow!, NX bit, AMD64 (Exécution x86-64 d'AMD), Cool'n'Quiet

| Modèle            | Fréquence | Cache-L2 | HyperTransport | Coef. Mult 1 | Tension | TDP  | Socket     | Date de sortie   | Numéro de série |
| ----------------- | --------- | -------- | -------------- | ------------ | ------- | ---- | ---------- | ---------------- | --------------- |
| Athlon 64 2800+   | 1 800 MHz | 512 KB   | 800 MHz        | 9x           | 1,50 V  | 89 W | Socket 754 | 27 avril 2004    | ADA2800AEP4AX   |
| Athlon 64 3000+   | 2 000 MHz | 512 KB   | 800 MHz        | 10x          | 1,50 V  | 89 W | Socket 754 | 15 décembre 2003 | ADA3000AEP4AX   |
| Athlon 64 3000+   | 1 800 MHz | 512 KB   | 1 000 MHz      | 9x           | 1,50 V  | 89 W | Socket 939 |                  | ADA3000DEP4AW   |
| Athlon 64 3200+   | 2 200 MHz | 512 KB   | 800 MHz        | 11x          | 1,50 V  | 89 W | Socket 754 |                  | ADA3200AEP4AX   |
| Athlon 64 3200+   | 2 000 MHz | 512 KB   | 1 000 MHz      | 10x          | 1,50 V  | 89 W | Socket 939 |                  | ADA3200DEP4AW   |
| Athlon 64 3300+ 2 | 2 400 MHz | 256 KB   | 800 MHz        | 12x          | 1,50 V  | 89 W | Socket 754 |                  | ADA3300AEP3AX   |
| Athlon 64 3400+   | 2 400 MHz | 512 KB   | 800 MHz        | 12x          | 1,50 V  | 89 W | Socket 754 |                  | ADA3400AEP4AX   |
| Athlon 64 3400+ 2 | 2 200 MHz | 512 KB   | 800 MHz        | 11x          | 1,50 V  | 89 W | Socket 939 | Vers 2004        | ADA3400DEP4AZ   |
| Athlon 64 3500+   | 2 200 MHz | 512 KB   | 1 000 MHz      | 11x          | 1,50 V  | 89 W | Socket 939 | 1er juin 2004    | ADA3500DEP4AW   |
| Athlon 64 3800+   | 2 400 MHz | 512 KB   | 1 000 MHz      | 12x          | 1,50 V  | 89 W | Socket 939 | 1er juin 2004    | ADA3800DEP4AW   |

#### "Winchester" (D0, 90 nm)
- Tous les modèles supportent : MMX, SSE, SSE2, Enhanced 3DNow!, NX bit, AMD64 (AMD's x86-64 implementation), Cool'n'Quiet

| Modèle          | Fréquence | Cache-L2 | HyperTransport | Coef. Mult 1 | Tension | TDP  | Socket     | Date de sortie  | Numéro de série |
| --------------- | --------- | -------- | -------------- | ------------ | ------- | ---- | ---------- | --------------- | --------------- |
| Athlon 64 3000+ | 1 800 MHz | 512 KB   | 1 000 MHz      | 9x           | 1,40 V  | 67 W | Socket 939 | 14 octobre 2004 | ADA3000DIK4BI   |
| Athlon 64 3200+ | 2 000 MHz | 512 KB   | 1 000 MHz      | 10x          | 1,40 V  | 67 W | Socket 939 | 14 octobre 2004 | ADA3200DIK4BI   |
| Athlon 64 3500+ | 2 200 MHz | 512 KB   | 1 000 MHz      | 11x          | 1,40 V  | 67 W | Socket 939 | 14 octobre 2004 | ADA3500DIK4BI   |

#### "Venice" (E3 & E6, 90 nm)
- Tous les modèles supportent : MMX, SSE, SSE2, SSE3, Enhanced 3DNow!, NX bit, AMD64 (Exécution x86-64 d'AMD), Cool'n'Quiet

| Modèle            | Fréquence | Cache-L2 | HyperTransport | Coef. Mult 1 | Tension     | TDP  | Socket     | Date de sortie  | Numéro de série                       |
| ----------------- | --------- | -------- | -------------- | ------------ | ----------- | ---- | ---------- | --------------- | ------------------------------------- |
| Athlon 64 1500+ 2 | 1 000 MHz | 512 KB   | 800 MHz        | 5x           | 0,90 V      | 9W   | Socket 754 | 7 novembre 2005 | ADC1500B2X4BX (E6)                    |
| Athlon 64 3000+   | 2 000 MHz | 512 KB   | 800 MHz        | 10x          | 1,35 V      | 51 W | Socket 754 |                 | ADA3000AKK4BX (E6)                    |
| Athlon 64 3000+   | 2 000 MHz | 512 KB   | 800 MHz        | 10x          | 1,40 V      | 51 W | Socket 754 |                 | ADA3000AIK4BX (E6)                    |
| Athlon 64 3000+   | 1 800 MHz | 512 KB   | 1 000 MHz      | 9x           | 1.35/1,40 V | 67 W | Socket 939 | 4 avril 2005    | ADA3000DAA4BP (E3) ADA3000DAA4BW (E6) |
| Athlon 64 3200+   | 2 200 MHz | 512 KB   | 800 MHz        | 11x          | 1,40 V      | 59 W | Socket 754 |                 | ADA3200AIO4BX (E6)                    |
| Athlon 64 3200+   | 2 000 MHz | 512 KB   | 1 000 MHz      | 10x          | 1.35/1,40 V | 67 W | Socket 939 | 4 avril 2005    | ADA3200DAA4BP (E3) ADA3200DAA4BW (E6) |
| Athlon 64 3400+ 3 | 2 400 MHz | 512 KB   | 800 MHz        | 12x          | 1,40 V      | 67 W | Socket 754 |                 | ADA3400AIK4BO (E3)                    |
| Athlon 64 3400+ 2 | 2 200 MHz | 512 KB   | 800 MHz        | 11x          | 1.35/1,40 V | 67 W | Socket 939 |                 | ADA3400DAA4BY (E6) ADA3400DAA4BZ (E6) |
| Athlon 64 3500+   | 2 200 MHz | 512 KB   | 1 000 MHz      | 11x          | 1.35/1,40 V | 67 W | Socket 939 | 4 avril 2005    | ADA3500DAA4BP (E3) ADA3500DAA4BW (E6) |
| Athlon 64 3800+   | 2 400 MHz | 512 KB   | 1 000 MHz      | 12x          | 1.35/1,40 V | 89 W | Socket 939 | 4 avril 2005    | ADA3800DAA4BP (E3) ADA3800DAA4BW (E6) |

#### "Manchester" (E4, 90 nm)
- Double cœur Athlon 64 X2 avec un cœur désactivé
- Tous les modèles supportent : MMX, SSE, SSE2, SSE3, Enhanced 3DNow!, NX bit, AMD64 (Exécution x86-64 d'AMD), Cool'n'Quiet

| Modèle          | Fréquence | Cache-L2 | HyperTransport | Coef. Mult 1 | Tension | TDP  | Socket     | Date de sortie | Numéro de série |
| --------------- | --------- | -------- | -------------- | ------------ | ------- | ---- | ---------- | -------------- | --------------- |
| Athlon 64 3200+ | 2 000 MHz | 512 KB   | 1 000 MHz      | 10x          | 1,35 V  | 67 W | Socket 939 | 31 mai 2005    | ADA3200DKA4CG   |
| Athlon 64 3500+ | 2 200 MHz | 512 KB   | 1 000 MHz      | 11x          | 1,35 V  | 67 W | Socket 939 | 31 mai 2005    | ADA3500DKA4CG   |

#### "San Diego" (E4, 90 nm)
- Tous les modèles supportent : MMX, SSE, SSE2, SSE3, Enhanced 3DNow!, NX bit, AMD64 (Exécution x86-64 d'AMD), Cool'n'Quiet

| Modèle          | Fréquence | Cache-L2 | HyperTransport | Coef. Mult 1 | Tension     | TDP  | Socket     | Date de sortie | Numéro de série |
| --------------- | --------- | -------- | -------------- | ------------ | ----------- | ---- | ---------- | -------------- | --------------- |
| Athlon 64 3500+ | 2 200 MHz | 512 KB   | 1 000 MHz      | 11x          | 1.35/1,40 V | 67 W | Socket 939 | 4 mai 2005     | ADA3500DAA4BN   |
| Athlon 64 3700+ | 2 200 MHz | 1024 KB  | 1 000 MHz      | 11x          | 1.35/1,40 V | 89 W | Socket 939 | 4 mai 2005     | ADA3700DAA5BN   |
| Athlon 64 4000+ | 2 400 MHz | 1024 KB  | 1 000 MHz      | 12x          | 1.35/1,40 V | 89 W | Socket 939 | 4 mai 2005     | ADA4000DAA5BN   |

#### "Toledo" (E6, 90 nm)
- Double cœur Athlon 64 X2 avec un cœur désactivé
- Tous les modèles supportent : MMX, SSE, SSE2, SSE3, Enhanced 3DNow!, NX bit, AMD64 (Exécution x86-64 d'AMD), Cool'n'Quiet

| Modèle          | Fréquence | Cache-L2 | HyperTransport | Coef. Mult 1 | Tension | TDP  | Socket     | Date de sortie | Numéro de série |
| --------------- | --------- | -------- | -------------- | ------------ | ------- | ---- | ---------- | -------------- | --------------- |
| Athlon 64 3700+ | 2 200 MHz | 1024 KB  | 1 000 MHz      | 11x          | 1,35 V  | 89 W | Socket 939 |                | ADA3700DKA5CF   |
| Athlon 64 4000+ | 2 400 MHz | 1024 KB  | 1 000 MHz      | 12x          | 1,35 V  | 89 W | Socket 939 |                | ADA4000DKA5CF   |

#### "Orleans" (F2 & F3, 90 nm)
- Tous les modèles supportent : MMX, SSE, SSE2, SSE3, Enhanced 3DNow!, NX bit, AMD64, Cool'n'Quiet, AMD-V

| Modèle               | Fréquence | Cache-L2 | HyperTransport | Coef. Mult 1 | Tension     | TDP  | Socket     | Date de sortie  | Numéro de série             |
| -------------------- | --------- | -------- | -------------- | ------------ | ----------- | ---- | ---------- | --------------- | --------------------------- |
| Athlon 64 3000+      | 1 800 MHz | 512 KB   | 1 000 MHz      | 9x           | 1.35-1,40 V | 62 W | Socket AM2 | 23 mai 2006     | ADA3000IAA4CN ADA3000IAA4CW |
| Athlon 64 3200+      | 2 000 MHz | 512 KB   | 1 000 MHz      | 10x          | 1.35-1,40 V | 62 W | Socket AM2 | 23 mai 2006     | ADA3200IAA4CN ADA3200IAA4CW |
| Athlon 64 3500+      | 2 200 MHz | 512 KB   | 1 000 MHz      | 11x          | 1.25-1,40 V | 62 W | Socket AM2 | 23 mai 2006     | ADA3500IAA4CN ADA3500IAA4CW |
| Athlon 64 3500+ (F3) | 2 200 MHz | 512 KB   | 1 000 MHz      | 11x          | 1.25-1,40 V | 62 W | Socket AM2 | 20 février 2007 | ADA3500IAA4DH               |
| Athlon 64 3800+      | 2 400 MHz | 512 KB   | 1 000 MHz      | 12x          | 1.25-1,40 V | 62 W | Socket AM2 | 23 mai 2006     | ADA3800IAA4CN ADA3800IAA4CW |
| Athlon 64 3800+ (F3) | 2 400 MHz | 512 KB   | 1 000 MHz      | 12x          | 1.25-1,40 V | 62 W | Socket AM2 | 20 février 2007 | ADA3800IAA4DH               |
| Athlon 64 4000+ (F3) | 2 600 MHz | 512 KB   | 1 000 MHz      | 13x          | 1.25-1,40 V | 62 W | Socket AM2 | 20 février 2007 | ADA4000IAA4DH               |

#### "Orleans" (energy-efficient 45 W, F3, 90 nm)
- Tous les modèles supportent : MMX, SSE, SSE2, SSE3, Enhanced 3DNow!, NX bit, AMD64, Cool'n'Quiet, AMD-V

| Modèle            | Fréquence | Cache-L2 | HyperTransport | Coef. Mult 1 | Tension     | TDP  | Socket     | Date de sortie | Numéro de série |
| ----------------- | --------- | -------- | -------------- | ------------ | ----------- | ---- | ---------- | -------------- | --------------- |
| Athlon 64 LE-1600 | 2 200 MHz | 1024 KB  | 1 000 MHz      | 11x          | 1.25/1,40 V | 45 W | Socket AM2 | 8 octobre 2007 | ADH1600IAA5DH   |
| Athlon 64 LE-1620 | 2 400 MHz | 1024 KB  | 1 000 MHz      | 12x          | 1.25/1,40 V | 45 W | Socket AM2 | 8 octobre 2007 | ADH1620IAA5DH   |
| Athlon 64 LE-1640 | 2 600 MHz | 1024 KB  | 1 000 MHz      | 13x          | 1.25/1,40 V | 45 W | Socket AM2 | 7 janvier 2008 | ADH1640IAA5DH   |

#### "Orleans" (energy-efficient, small form factor, F2, 90 nm)
- Tous les modèles supportent : MMX, SSE, SSE2, SSE3, Enhanced 3DNow!, NX bit, AMD64, Cool'n'Quiet, AMD-V

| Modèle          | Fréquence | Cache-L2 | HyperTransport | Coef. Mult 1 | Tension     | TDP  | Socket     | Date de sortie | Numéro de série |
| --------------- | --------- | -------- | -------------- | ------------ | ----------- | ---- | ---------- | -------------- | --------------- |
| Athlon 64 3500+ | 2 200 MHz | 512 KB   | 1 000 MHz      | 11x          | 1.20/1,25 V | 35 W | Socket AM2 | 23 mai 2006    | ADD3500IAA4CN   |

#### "Lima" (energy-efficient, G1 & G2, 65 nm)
- Tous les modèles supportent : MMX, SSE, SSE2, SSE3, Enhanced 3DNow!, NX bit, AMD64, Cool'n'Quiet, AMD-V

| Modèle                 | Fréquence | Cache-L2 | HyperTransport | Coef. Mult 1 | Tension     | TDP  | Socket     | Date de sortie  | Numéro de série |
| ---------------------- | --------- | -------- | -------------- | ------------ | ----------- | ---- | ---------- | --------------- | --------------- |
| Athlon 64 2650e (G2)   | 1 600 MHz | 512 KB   | 1 000 MHz      | 8x           | 1.20-1,35 V | 15 W | Socket AM2 | Q4 2008         | ADG2650IAV4DP   |
| Athlon 64 3500+        | 2 200 MHz | 512 KB   | 1 000 MHz      | 11x          | 1.20-1,35 V | 45 W | Socket AM2 | 20 février 2007 | ADH3500IAA4DE   |
| Athlon 64 3800+        | 2 400 MHz | 512 KB   | 1 000 MHz      | 12x          | 1.25-1,40 V | 45 W | Socket AM2 | 20 février 2007 | ADH3800IAA4DE   |
| Athlon LE-1640B (G2) 5 | 2 700 MHz | 512 KB   | 1 000 MHz      | 13.5x        | 1.25/1,40 V | 45 W | Socket AM2 | 28 avril 2008   | ADH164BIAA4DP   |
| Athlon LE-1640 (G2)    | 2 700 MHz | 512 KB   | 1 000 MHz      | 13.5x        | 1.25-1,40 V | 45 W | Socket AM2 |                 | ADH1640IAA4DP   |
| Athlon LE-1660 (G2)    | 2 800 MHz | 512 KB   | 1 000 MHz      | 14x          | 1.25-1,40 V | 45 W | Socket AM2 | 2008            | ADH1660IAA4DP   |

#### "Lima" (embedded, energy-efficient, G2, 65 nm)
- Tous les modèles supportent : MMX, SSE, SSE2, SSE3, Enhanced 3DNow!, NX bit, AMD64, Cool'n'Quiet, AMD-V

| Modèle          | Fréquence | Cache-L2 | HyperTransport | Coef. Mult 1 | Tension | TDP  | Socket     | Date de sortie | Numéro de série |
| --------------- | --------- | -------- | -------------- | ------------ | ------- | ---- | ---------- | -------------- | --------------- |
| Athlon 64 2000+ | 1 000 MHz | 512 KB   | 1 000 MHz      | 5x           | 0,9 V   | 8 W  | Socket AM2 |                | ADF2000IAV4DRE  |
| Athlon 64 2600+ | 1 600 MHz | 512 KB   | 1 000 MHz      | ?            | ? V     | 15 W | Socket AM2 |                | ADG2600IAV4DRE  |
| Athlon 64 3100+ | 2 000 MHz | 512 KB   | 1 000 MHz      | ?            | ? V     | 25 W | Socket AM2 |                | ADS3100IAR4DRE  |

### Athlon 64 FX

#### "SledgeHammer" (C0 & CG, 130 nm)
- Tous les modèles supportent : MMX, SSE, SSE2, Enhanced 3DNow!, NX bit, AMD64

| Modèle               | Fréquence | Cache-L2 | HyperTransport | Coef. Mult 1 | Tension | TDP  | Socket     | Date de sortie    | Numéro de série |
| -------------------- | --------- | -------- | -------------- | ------------ | ------- | ---- | ---------- | ----------------- | --------------- |
| Athlon 64 FX-51 (C0) | 2 200 MHz | 1024 KB  | 800 MHz        | 11x          | 1,50 V  | 89 W | Socket 940 | 23 septembre 2003 | ADAFX51CEP5AK   |
| Athlon 64 FX-51 (CG) | 2 200 MHz | 1024 KB  | 800 MHz        | 11x          | 1,50 V  | 89 W | Socket 940 | 23 septembre 2003 | ADAFX51CEP5AT   |
| Athlon 64 FX-53 (CG) | 2 400 MHz | 1024 KB  | 800 MHz        | 12x          | 1,50 V  | 89 W | Socket 940 | 18 mars 2004      | ADAFX53CEP5AT   |

#### "ClawHammer" (CG, 130 nm)
- Tous les modèles supportent : MMX, SSE, SSE2, Enhanced 3DNow!, NX bit, AMD64, Cool'n'Quiet

| Modèle          | Fréquence | Cache-L2 | HyperTransport | Coef. Mult 1 | Tension | TDP   | Socket     | Date de sortie    | Numéro de série |
| --------------- | --------- | -------- | -------------- | ------------ | ------- | ----- | ---------- | ----------------- | --------------- |
| Athlon 64 FX-53 | 2 400 MHz | 1024 KB  | 1 000 MHz      | 12x          | 1,50 V  | 89 W  | Socket 939 | 1er juin 2004     | ADAFX53DEP5AS   |
| Athlon 64 FX-55 | 2 600 MHz | 1024 KB  | 1 000 MHz      | 13x          | 1,50 V  | 104 W | Socket 939 | ~ 10 octobre 2004 | ADAFX55DEI5AS   |

#### "San Diego" (E4, 90 nm)
- Tous les modèles supportent : MMX, SSE, SSE2, SSE3, Enhanced 3DNow!, NX bit, AMD64, Cool'n'Quiet

| Modèle          | Fréquence | Cache-L2 | HyperTransport | Coef. Mult 1 | Tension     | TDP   | Socket     | Date de sortie | Numéro de série |
| --------------- | --------- | -------- | -------------- | ------------ | ----------- | ----- | ---------- | -------------- | --------------- |
| Athlon 64 FX-55 | 2 600 MHz | 1024 KB  | 1 000 MHz      | 13x          | 1.35-1,40 V | 104 W | Socket 939 |                | ADAFX55DAA5BN   |
| Athlon 64 FX-57 | 2 800 MHz | 1024 KB  | 1 000 MHz      | 14x          | 1.35-1,40 V | 104 W | Socket 939 | 27 juin 2005   | ADAFX57DAA5BN   |

## Processeurs pour PC portables

### Athlon 64 Mobiles

#### "ClawHammer" (C0 & CG, 130 nm, desktop replacement)
- Tous les modèles supportent : MMX, SSE, SSE2, Enhanced 3DNow!, NX bit, AMD64, PowerNow!

| Modèle                 | Fréquence | Cache-L2 | HyperTransport | Coef. Mult 1 | Tension | TDP       | Socket     | Date de sortie | Numéro de série                       |
| ---------------------- | --------- | -------- | -------------- | ------------ | ------- | --------- | ---------- | -------------- | ------------------------------------- |
| Mobile Athlon 64 2700+ | 1 600 MHz | 512 KB   | 800 MHz        | 8x           | 1,50 V  | 19-81.5 W | Socket 754 |                | AMA2700BEY4AP (C0)                    |
| Mobile Athlon 64 2800+ | 1 600 MHz | 1024 KB  | 800 MHz        | 8x           | 1,50 V  | 19-81.5 W | Socket 754 |                | AMA2800BEX5AP (C0) AMA2800BEX5AR (CG) |
| Mobile Athlon 64 3000+ | 1 800 MHz | 1024 KB  | 800 MHz        | 9x           | 1,50 V  | 19-81.5 W | Socket 754 |                | AMA3000BEX5AP (C0) AMA3000BEX5AR (CG) |
| Mobile Athlon 64 3200+ | 2 000 MHz | 1024 KB  | 800 MHz        | 10x          | 1,50 V  | 19-81.5 W | Socket 754 | 2003           | AMA3200BEX5AP (C0) AMA3200BEX5AR (CG) |
| Mobile Athlon 64 3400+ | 2 200 MHz | 1024 KB  | 800 MHz        | 11x          | 1,50 V  | 19-81.5 W | Socket 754 | Août 2005      | AMA3400BEX5AP (C0) AMA3400BEX5AR (CG) |
| Mobile Athlon 64 3700+ | 2 400 MHz | 1024 KB  | 800 MHz        | 12x          | 1,50 V  | 19-81.5 W | Socket 754 |                | AMA3700BEX5AP (C0) AMA3700BEX5AR (CG) |

#### "ClawHammer" (C0 & CG, 130 nm,TDPde 62 W)
- Tous les modèles supportent : MMX, SSE, SSE2, Enhanced 3DNow!, NX bit, AMD64, PowerNow!

| Modèle                 | Fréquence | Cache-L2 | HyperTransport | Coef. Mult 1 | Tension | TDP  | Socket     | Date de sortie | Numéro de série                       |
| ---------------------- | --------- | -------- | -------------- | ------------ | ------- | ---- | ---------- | -------------- | ------------------------------------- |
| Mobile Athlon 64 2800+ | 1 600 MHz | 1024 KB  | 800 MHz        | 8x           | 1,40 V  | 62 W | Socket 754 |                | AMN2800BIX5AP (C0) AMN2800BIX5AR (CG) |
| Mobile Athlon 64 3000+ | 1 800 MHz | 1024 KB  | 800 MHz        | 9x           | 1,40 V  | 62 W | Socket 754 |                | AMN3000BIX5AP (C0) AMN3000BIX5AR (CG) |
| Mobile Athlon 64 3200+ | 2 000 MHz | 1024 KB  | 800 MHz        | 10x          | 1,40 V  | 62 W | Socket 754 |                | AMN3200BIX5AP (C0) AMN3200BIX5AR (CG) |
| Mobile Athlon 64 3400+ | 2 200 MHz | 1024 KB  | 800 MHz        | 11x          | 1,40 V  | 62 W | Socket 754 |                | AMN3400BIX5AR (CG)                    |

#### "ClawHammer" (CG, 130 nm,TDPde 35 W)
- Tous les modèles supportent : MMX, SSE, SSE2, Enhanced 3DNow!, NX bit, AMD64, PowerNow!

| Modèle                 | Fréquence | Cache-L2 | HyperTransport | Coef. Mult 1 | Tension | TDP  | Socket     | Date de sortie | Numéro de série |
| ---------------------- | --------- | -------- | -------------- | ------------ | ------- | ---- | ---------- | -------------- | --------------- |
| Mobile Athlon 64 2700+ | 1 600 MHz | 512 KB   | 800 MHz        | 8x           | 1,20 V  | 35 W | Socket 754 |                | AMD2700BQX4AR   |

#### "Odessa" (CG, 130 nm, desktop replacement)
- Tous les modèles supportent : MMX, SSE, SSE2, Enhanced 3DNow!, NX bit, AMD64, PowerNow!

| Modèle                 | Fréquence | Cache-L2 | HyperTransport | Coef. Mult 1 | Tension | TDP       | Socket     | Date de sortie | Numéro de série |
| ---------------------- | --------- | -------- | -------------- | ------------ | ------- | --------- | ---------- | -------------- | --------------- |
| Mobile Athlon 64 2800+ | 1 800 MHz | 512 KB   | 800 MHz        | 8x           | 1,50 V  | 19-81.5 W | Socket 754 |                | AMA2800BEX4AX   |

#### "Odessa" (CG, 130 nm,TDPde 35 W)
- Tous les modèles supportent : MMX, SSE, SSE2, Enhanced 3DNow!, NX bit, AMD64, PowerNow!

| Modèle                 | Fréquence | Cache-L2 | HyperTransport | Coef. Mult 1 | Tension | TDP  | Socket     | Date de sortie | Numéro de série |
| ---------------------- | --------- | -------- | -------------- | ------------ | ------- | ---- | ---------- | -------------- | --------------- |
| Mobile Athlon 64 2700+ | 1 600 MHz | 512 KB   | 800 MHz        | 8x           | 1,20 V  | 35 W | Socket 754 |                | AMD2700BQX4AX   |
| Mobile Athlon 64 2800+ | 1 800 MHz | 512 KB   | 800 MHz        | 9x           | 1,20 V  | 35 W | Socket 754 |                | AMD2800BQX4AX   |
| Mobile Athlon 64 3000+ | 2 000 MHz | 512 KB   | 800 MHz        | 10x          | 1,20 V  | 35 W | Socket 754 |                | AMD3000BQX4AX   |

#### "Oakville" (D0, 90 nm,TDPde 35 W, low power)
- Tous les modèles supportent : MMX, SSE, SSE2, Enhanced 3DNow!, NX bit, AMD64, PowerNow!

| Modèle                 | Fréquence | Cache-L2 | HyperTransport | Coef. Mult 1 | Tension | TDP  | Socket     | Date de sortie | Numéro de série |
| ---------------------- | --------- | -------- | -------------- | ------------ | ------- | ---- | ---------- | -------------- | --------------- |
| Mobile Athlon 64 2700+ | 1 600 MHz | 512 KB   | 800 MHz        | 8x           | 1,35 V  | 35 W | Socket 754 | 17 août 2004   | AMD2700BKX4LB   |
| Mobile Athlon 64 2800+ | 1 800 MHz | 512 KB   | 800 MHz        | 9x           | 1,35 V  | 35 W | Socket 754 | 17 août 2004   | AMD2800BKX4LB   |
| Mobile Athlon 64 3000+ | 2 000 MHz | 512 KB   | 800 MHz        | 10x          | 1,35 V  | 35 W | Socket 754 | 17 août 2004   | AMD3000BKX4LB   |

#### "Newark" (E5, 90 nm,TDPde 62 W)
- Tous les modèles supportent : MMX, SSE, SSE2, SSE3, Enhanced 3DNow!, NX bit, AMD64, PowerNow!

| Modèle                 | Fréquence | Cache-L2 | HyperTransport | Coef. Mult 1 | Tension | TDP  | Socket     | Date de sortie | Numéro de série |
| ---------------------- | --------- | -------- | -------------- | ------------ | ------- | ---- | ---------- | -------------- | --------------- |
| Mobile Athlon 64 3000+ | 1 800 MHz | 1024 KB  | 800 MHz        | 9x           | 1,35 V  | 62 W | Socket 754 | 14 avril 2005  | AMN3000BKX5BU   |
| Mobile Athlon 64 3200+ | 2 000 MHz | 1024 KB  | 800 MHz        | 10x          | 1,35 V  | 62 W | Socket 754 | 14 avril 2005  | AMN3200BKX5BU   |
| Mobile Athlon 64 3400+ | 2 200 MHz | 1024 KB  | 800 MHz        | 11x          | 1,35 V  | 62 W | Socket 754 | 14 avril 2005  | AMN3400BKX5BU   |
| Mobile Athlon 64 3700+ | 2 400 MHz | 1024 KB  | 800 MHz        | 12x          | 1,35 V  | 62 W | Socket 754 | 14 avril 2005  | AMN3700BKX5BU   |
| Mobile Athlon 64 4000+ | 2 600 MHz | 1024 KB  | 800 MHz        | 13x          | 1,35 V  | 62 W | Socket 754 | 16 août 2005   | AMN4000BKX5BU   |

### Athlon Neo

#### "Huron" (65 nm,TDPde 15 W)
- Tous les modèles supportent : MMX, SSE, SSE2, SSE3, Enhanced 3DNow!, NX bit, AMD64, PowerNow!, AMD-V[2]

| Modèle           | Fréquence | Cache-L2 | HyperTransport | Coef. Mult 1 | Tension | TDP  | Socket | Date de sortie | Numéro de série      |
| ---------------- | --------- | -------- | -------------- | ------------ | ------- | ---- | ------ | -------------- | -------------------- |
| Athlon Neo MV-40 | 1 600 MHz | 512 KB   | 800 MHz        | 8x           | 1,1 V   | 15 W | ASB1   | 9 janvier 2009 | AMGMV40OAX4DX (Tray) |

#### "Sherman" (65 nm,TDPde 15 W)
- Tous les modèles supportent : MMX, SSE, SSE2, SSE3, Enhanced 3DNow!, NX bit, AMD64, PowerNow!, AMD-V

| Modèle           | Fréquence | Cache-L2 | HyperTransport | Coef. Mult 1 | Tension | TDP  | Socket    | Date de sortie | Numéro de série |
| ---------------- | --------- | -------- | -------------- | ------------ | ------- | ---- | --------- | -------------- | --------------- |
| Athlon Neo TF-20 | 1 600 MHz | 512 KB   | 800 MHz        | 8x           | 1,0 V   | 15 W | Socket S1 | Q1 2009        | AMGTF20HAX4DN   |

Le 2650e, le TF-20 et le MV-40 semblent être le même processeur mais pour des sockets différents. Le 2650e est pour le Socket AM2, le TF-20 pour le Socket S1, et le MV-40 pour ASB1.